# Piet Bromberg
Piet Bromberg   (la Haia, 4 de març de 1917 - Wassenaar, 27 de juliol de 2001) va ser un jugador d'hoquei sobre herba neerlandès que va competir durant les dècades de 1940 i 1950.
El 1948 va prendre part en els Jocs Olímpics de Londres, on va guanyar la medalla de bronze com a membre de l'equip neerlandès en la competició d'hoquei sobre herba. Fou entrenador de la selecció neerlandesa entre 1961 i 1969.